# Хамбургер, Бо
Бо Хамбургер (дат. Bo Hamburger; род. 24 мая 1970, в городе Фредериксберге, Дания) — датский профессиональный шоссейный велогонщик.  Чемпион Дании в групповой гонке (2000).

## Допинг
В 2001 году был уволен из команды Memory Card-Jack & Jones, после положительного теста на ЭПО.
В своей книге «Den største pris-en cykelrytters bekendelser» (Величайшее признание велосипедиста), выпущенной в Дании 7 ноября 2007 года, Бо Хамбургер признался в использовании ЭПО и гормона роста человека с 1995 по 1997 год.

## Достижения
1987
1-й  Чемпион Дании — Командная гонка с раздельным стартом (юниоры)
2-й Чемпионат Дании — Групповая гонка (юниоры)
1988
1-й  Чемпион Дании — Командная гонка с раздельным стартом (юниоры)
1990
3-й Гран-при Франсуа Фабера
1992
2-й Тур Швеции — Генеральная классификация
8-й Джиро ди Ломбардия
1993
2-й Hofbrau Cup
3-й Тур де л’Авенир
3-й Vuelta a los Valles Mineros
8-й Классика Альп
1994
1-й Дварс дор Вест-Фландерен
1-й — Этап 8 Тур де Франс
3-й Wincanton Classic
3-й Гран-при Хернинга
1995
2-й Гран-при Хернинга
2-й Тур Дании — Генеральная классификация
1-й — Этап 3
2-й Тур Нюрнберга
2-й Вуэльта Каталонии — Генеральная классификация
1996
2-й Гран-при Валлонии
2-й Чемпионат Дании — Групповая гонка
10-й Классика Альп
1997
2-й  Чемпионат мира — Групповая гонка
7-й Вуэльта Каталонии — Генеральная классификация
1998
1-й Флеш Валонь
1-й — Этап 2 Тур Страны Басков
2-й Вуэльта Валенсии — Генеральная классификация
1-й — Этап 2
2-й Чемпионат Дании — Групповая гонка
2-й Тур Средиземноморья — Генеральная классификация
3-й Критериум Интернациональ
5-й Амстел Голд Рейс
6-й Классика Альп
1999
7-й Тиррено — Адриатико — Генеральная классификация
2000
1-й  Чемпион Дании — Групповая гонка
1-й — Этап 4 Париж — Ницца
1-й — Этап 4 Тур Рейнланд-Пфальца
3-й Гран-при Фурми
3-й Париж — Бурж
8-й Гран-при Уэс Франс де Плуэ
10-й Милан — Сан-Ремо
2002
3-й Гран-при Фреда Менгони
3-й Чемпионат Дании — Групповая гонка
2003
2-й Grand Prix de l'industrie et du commerce de Prato
2-й Гран-при Фреда Менгони
3-й Чемпионат Дании — Групповая гонка
6-й Чемпионат мира — Групповая гонка
2004
1-й — Этап 2 Джиро делла Лигурия
2-й Gran Premio Città di Misano – Adriatico

### Гранд-туры
| Гранд-тур                 | 1992 | 1993 | 1994 | 1995 | 1996 | 1997 | 1998 | 1999 | 2000 | 2001 | 2002 | 2003 | 2004 |
| ------------------------- | ---- | ---- | ---- | ---- | ---- | ---- | ---- | ---- | ---- | ---- | ---- | ---- | ---- |
| Джиро д’Италия            | —    | —    | —    | 95   | —    | —    | —    | 59   | —    | —    | 77   | 54   | 38   |
| Тур де Франс              | —    | 31   | 20   | 17   | 13   | НФ   | 15   | НФ   | 36   | —    | —    | —    | —    |
| (c 2010 ) Вуэльта Испании | 49   | —    | —    | —    | 44   | 33   | —    | —    | —    | —    | —    | —    | —    |

| —  | Не участвовал  |
| НФ | Не финишировал |